# Stefan Vladislav
Stefan Vladislav Nemanjić (en serbe cyrillique Стефан Владислав, français : Étienne Vladislav) est roi de Serbie de 1234 à 1243, souverain serbe de la dynastie des Nemanjić.

## Règne
Stefan Vladislav hérite du trône de son frère Stefan II Radoslav Dukas. Il perd le pouvoir peu après la disparition de son beau-père et protecteur Jean II Asen de Bulgarie dont il a épousé la fille. En effet pendant l'hiver 1241, Jean II Asen meurt et au printemps de la même année les Mongols ravagent la Hongrie, Raguse, puis la Serbie en 1242. Le pouvoir de Vladislav est affaibli par la horde et la noblesse serbe le chasse. En 1243, elle installe sur le trône Uroš, le dernier fils de Stefan Nemanjic.
Vladislav meurt en 1269, mais contrairement à son frère Radoslav, il reste célèbre dans l'histoire serbe comme le fondateur et le mécène du monastère de Mileševa où seront déposées, en 1237, les reliques de son oncle Saint Sava.

## Unions
Il épouse Beloslava la fille de Jean II Asen.

## Sources
- Dusan Batkovic, Histoire du peuple serbe, éditions L'âge d'homme  (ISBN 282511958X)
- Georges Castellan, Histoire des Balkans, XIVe – XXe siècle, éditions Fayard  (ISBN 2213605262)
- Donald M. Nicol, Les Derniers siècles de Byzance, 1261-1453, éditions les Belles Lettres  (ISBN 2251380744)
- (en) Florin Curta, Southeastern Europe in the Middle Ages 500-1250, Cambridge, Cambridge University Press, 2006 (ISBN 9780511222788)